# 手筋
手筋（しゅきん）は手の筋肉の総称。手内筋ともいわれる。
人間の手筋は、小指球筋、中手筋、母指球筋によって構成される。